# Aeroportul Internațional Herrera
Aeroportul Internațional Herrera (IATA: HEX, ICAO: MDHE) este un aeroport din Santo Domingo, Distrito Nacional⁠(d), Republica Dominicană ce deservește zona Santo Domingo. Aeroportul a fost tranzitat în februarie 2006 de 410 pasageri.
Situat la o altitudine de 58 m, aeroportul dispune de o singură pistă.